# Elezioni parlamentari in Iran del 2004
Le elezioni parlamentari in Iran del 2004 si tennero il 20 febbraio e il 7 maggio per il rinnovo dell'Assemblea consultiva islamica e videro la vittoria della coalizione Principalista

## Risultati
| Orientamento dei candidati                | Seggi (1º turno) | Seggi (2º turno) | Seggi (Totale) | %      |
| ----------------------------------------- | ---------------- | ---------------- | -------------- | ------ |
| Principalisti                             | 156              | 40               | 196            | 67.58% |
| Riformisti                                | 39               | 8                | 47             | 16.20% |
| Indipendenti                              | 31               | 9                | 40             | 13.79% |
| Non decisi                                | 59               | 2                | 2              | 0.68%  |
| Armeni (seggi riservati)                  | 2                | —                | 2              | 0.68%  |
| Assiri (seggio riservato)                 | 1                | —                | 1              | 0.34%  |
| Ebrei (seggio riservato)                  | 1                | —                | 1              | 0.34%  |
| Zoroastriani (seggio riservato)           | 1                | —                | 1              | 0.34%  |
| Totale (seggi decisi)                     | 231              | 59               | 288            | 99.31  |
| Source: IPU (1º turno), Rulers (2º turno) |                  |                  |                |        |